# Kitsapův poloostrov

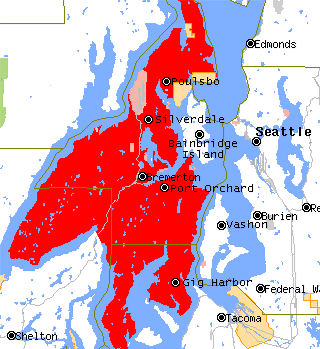
Mapa poloostrova

Kitsapův poloostrov je poloostrov vyčnívající z Olympijského poloostrova a nacházející se přes Pugetův záliv od města Seattle v americkém státě Washington. Od Olympijského poloostrova jej odděluje Hoodův kanál. Patří do něj celý okres Kitsap s výjimkou Bainbridgova a Blakeova ostrova, dále také části okresů Mason a Pierce. Nejvyšší bod poloostrova se jmenuje Zlatá hora. Na poloostrově se také nachází Námořní loděnice Pugetův záliv a Kitsapova námořní základna, kde operuje Námořnictvo Spojených států amerických. Největším městem poloostrova je Bremerton.
Dříve byl poloostrov označován jako Velký nebo Indiánský a jeho nynější jméno pochází ze jména okresu Kitsap. Okres své jméno nese po náčelníku Kitsapovi, který byl na přelomu 18. a 19. století válečníkem a šamanem kmene Suqamišů, kteří patřili mezi historické rybářské kmeny skupiny Pobřežních Sališů, a jejich starodávná sídliště se nacházela na východním pobřeží poloostrova. Ze stejného kmene pochází také náčelník Sealth, po němž je pojmenováno město Seattle. Indiánská rezervace Port Madison, která se nachází mezi městečkem Poulsbo a Agátinou úžinou, je nynějším centrem kmene. Na poloostrově sídlí také kmen Klallamů, patřící rovněž mezi Pobřežní Sališe, který sídlí v rezervaci v obci Little Boston na severozápadě poloostrova.
Poloostrov spojuje s pevninou síť trajektů Washington State Ferries, které spojují Bremerton a Seattle, Kingston a Edmonds a Southworth a západní Seattle přes Vashonův ostrov. Další spojnicí je Tacoma Narrows Bridge ve městě Tacoma a Hood Canal Bridge vedoucí na Olympijský poloostrov.

## Obce

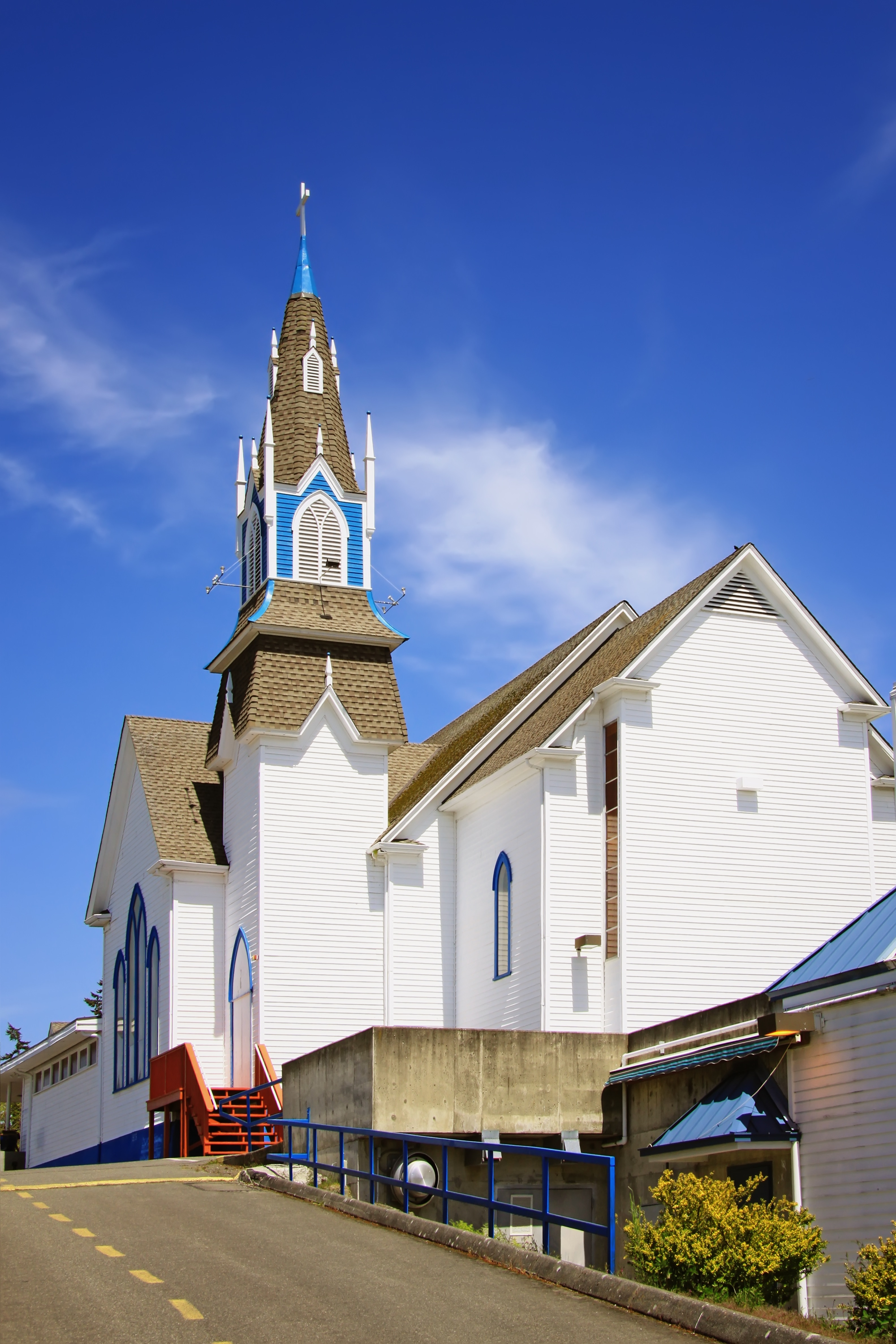
Luteránský kostel ve městě Poulsbo

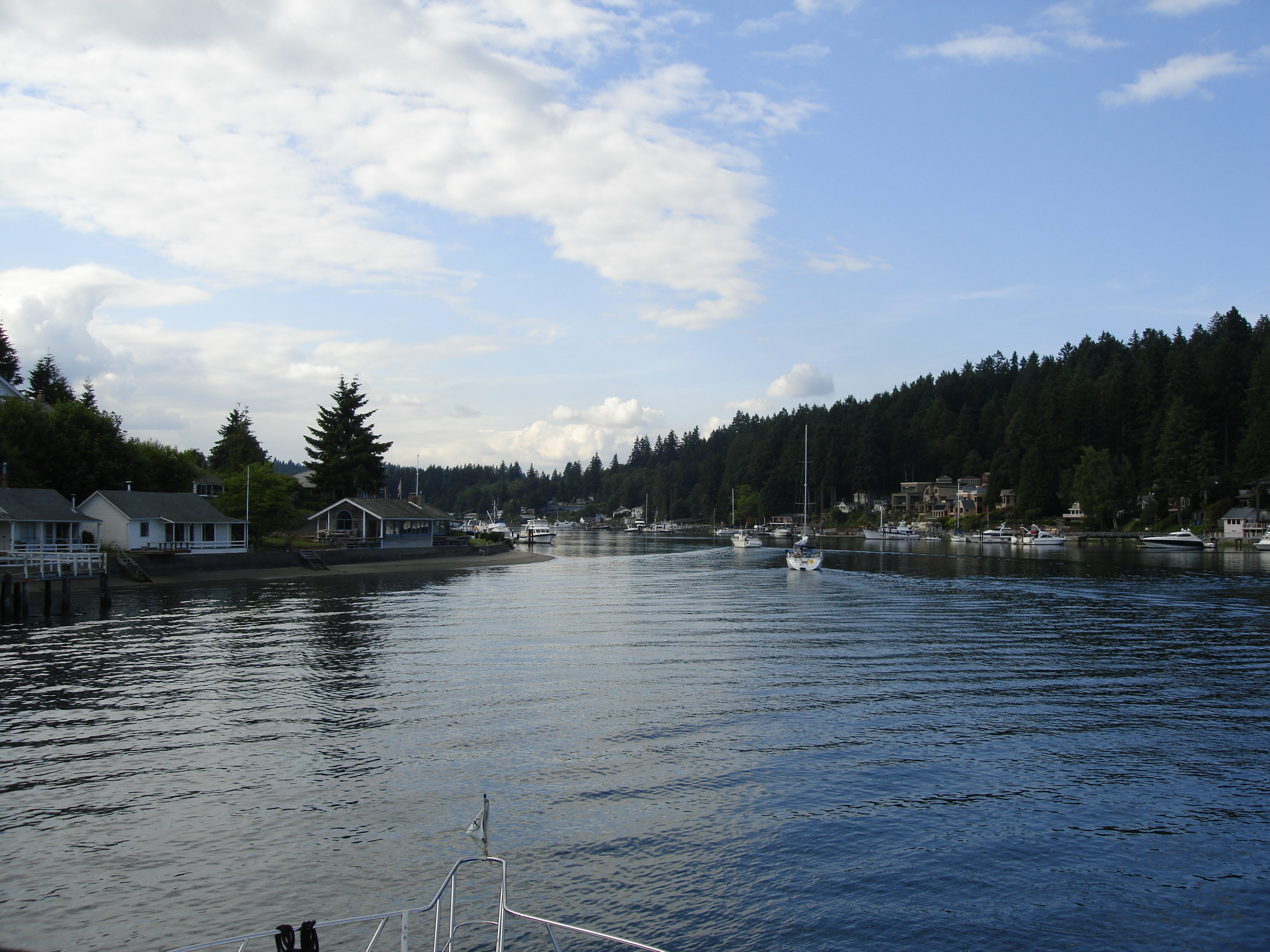
Zátoka ve městě Gig Harbor

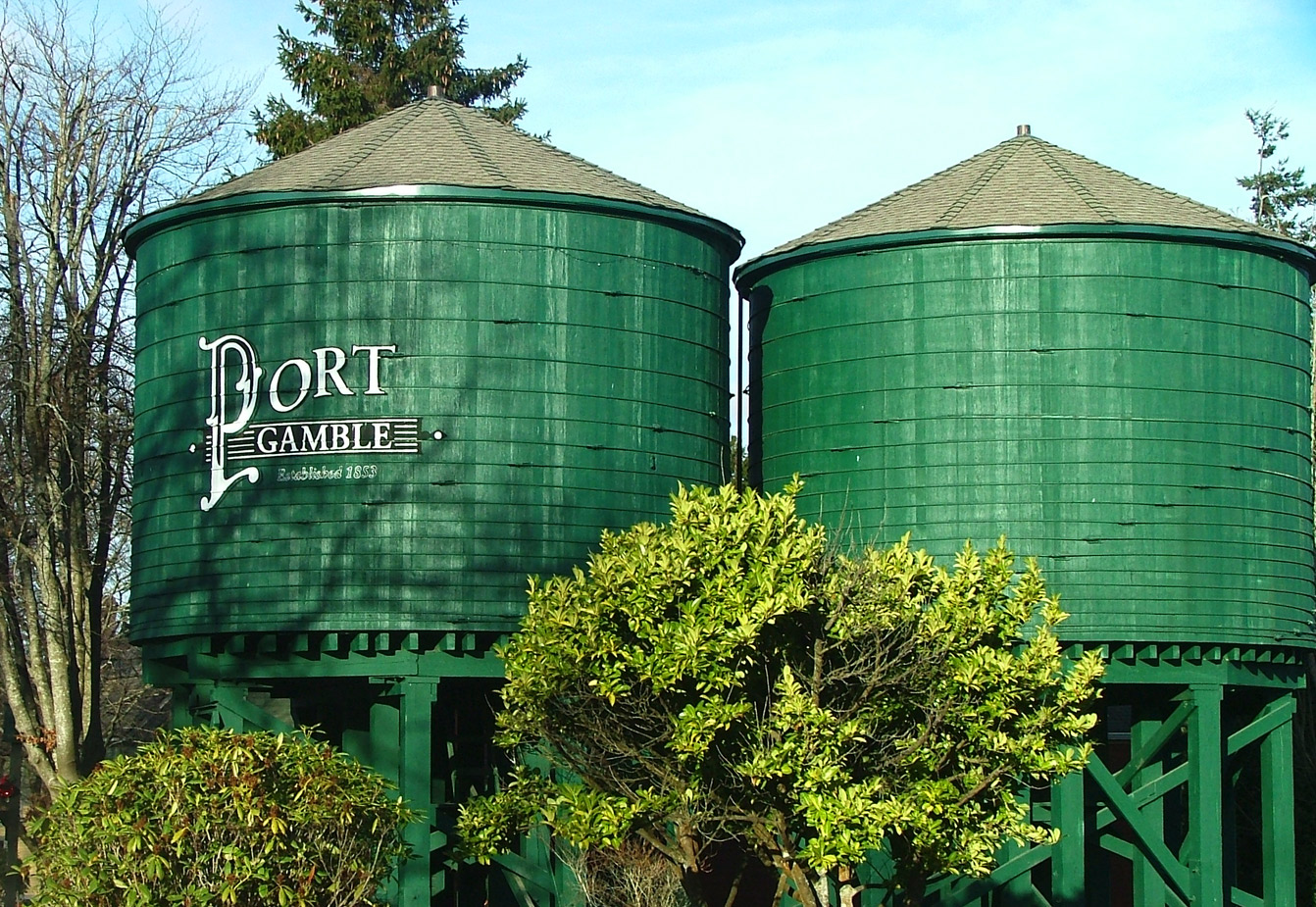
Vodárenské věže v Port Gamble.

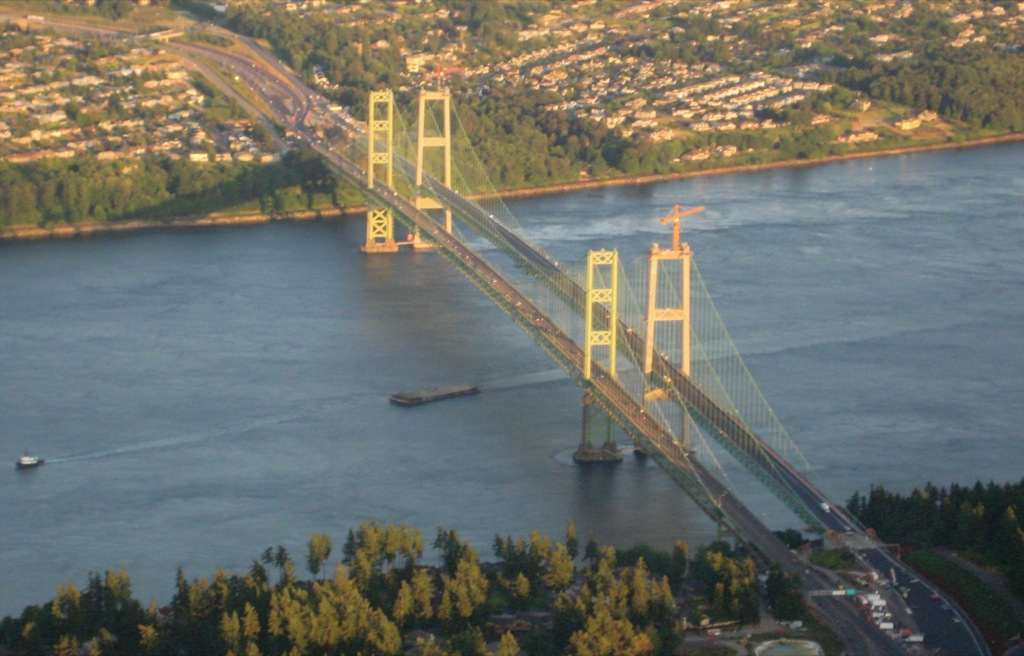
Most Tacoma Narrows Bridge

- Bremerton
- Silverdale
- Port Orchard
- Poulsbo
- Gig Harbor
- Parkwood
- Bangor Base
- East Port Orchard
- Manchester
- Suquamish
- Tracyton
- Indianola
- Erlands Point-Kitsap Lake
- Navy Yard City
- Chico
- Southworth
- Kingston
- Seabeck
- Port Gamble
- Belfair
- Gorst
- Keyport
- Brownsville
- Hansville
- Illahee
- Purdy
- Retsil

## Zátoky a úžiny
- Agátina úžina
- Bohatá úžina
- Burkeův záliv
- Carrova úžina
- Caseova úžina
- Colvocoressesova úžina
- Dyesova zátoka
- Hoodův kanál
- Jabloňová soutěska
- Madisonův záliv
- Mývalí záliv
- Orchardova úžina
- Phinneyova zátoka
- Port Gamble
- Sinclairův záliv
- Tacomská úžina
- Ústřicová zátoka
- Washingtonova úžina
- Záliv svobody

## Mysy
- Manetteův poloostrov
- Mys Hrubého počasí
- Mys No Point
- Norský mys
- Southworthský mys
- Teekaletský mys